# Sini Lällä
Sini Lällä, född 12 mars 1994, är en finländsk höjdhoppare. Hon tävlar för Jyväskylän Kenttäurheilijat och tränas av Seppo Haavisto. Mellan 2013 och 2018 tränades Lällä av Juha Isolehto och fram till 2016 tävlade hon för Oriveden Ponnistus.
Lällä har studerat vid Jyväskylä universitet.

## Karriär

### 2013–2015
I juli 2013 tävlade Lällä vid junior-EM i Rieti, där hon slutade på 12:e plats i höjdhoppstävlingen med ett hopp på 1,78 meter. I februari 2014 tog Lällä sitt första guld vid finska inomhusmästerskapen i Rovaniemi efter ett hopp på 1,82 meter. I juli 2015 slutade hon på nionde plats vid U23-EM i Tallinn med ett hopp på 1,81 meter. Månaden därpå tog Lällä sitt första guld vid kalevaspelen i Björneborg efter ett hopp på 1,82 meter.

### 2020–2022
I februari 2020 tog Lällä brons vid finska inomhusmästerskapen i Tammerfors med ett hopp på 1,85 meter. I augusti samma år tog hon silver och satte ett nytt personbästa vid kalevaspelen i Åbo med ett hopp på 1,86 meter. Den 1 september förbättrade Lällä återigen sitt personbästa till 1,87 meter vid en tävling i Jyväskylä. Fem dagar senare slutade hon på tredje plats vid Finnkampen i Tammerfors med ett hopp på 1,85 meter.
I februari 2021 tog Lällä silver vid finska inomhusmästerskapen i Jyväskylä med ett hopp på 1,84 meter. I juni samma år tog hon brons vid kalevaspelen i Tammerfors efter ett hopp på 1,78 meter. I januari 2022 förbättrade Lällä sitt personbästa inomhus till 1,86 meter vid en tävling i Kuopio. Månaden därpå tog hon guld och förbättrade sitt personbästa ytterligare till 1,90 meter vid finska inomhusmästerskapen i Kuopio. I juli 2022 vid VM i Eugene tog Lällä sig inte vidare från kvalet och slutade på 21:a plats med ett hopp på 1,86 meter. Följande månad vid kalevaspelen i Joensuu tog hon silver efter ett hopp på 1,85 meter.

## Tävlingar

### Internationella
| År                   | Tävling                  | Plats                | Placering            | Gren                 | Höjd                 |
| Tävlande för Finland | Tävlande för Finland     | Tävlande för Finland | Tävlande för Finland | Tävlande för Finland | Tävlande för Finland |
| -------------------- | ------------------------ | -------------------- | -------------------- | -------------------- | -------------------- |
| 2013                 | Junioreuropamästerskapen | Rieti, Italien       | 12:e                 | Höjdhopp             | 1,78 m               |
| 2015                 | U23-europamästerskapen   | Tallinn, Estland     | 9:e                  | Höjdhopp             | 1,81 m               |
| 2022                 | Världsmästerskapen       | Eugene, USA          | 21:a (kval)          | Höjdhopp             | 1,86 m               |

### Nationella
| - Finska friidrottsmästerskapen (utomhus): - 2015: Guld – Höjdhopp (1,82 meter, Björneborg) - 2020: Silver – Höjdhopp (1,86 meter, Åbo) - 2021: Brons – Höjdhopp (1,78 meter, Tammerfors) - 2022: Silver – Höjdhopp (1,85 meter, Joensuu) | - Finska friidrottsmästerskapen (inomhus): - 2014: Guld – Höjdhopp (1,82 meter, Rovaniemi) - 2020: Brons – Höjdhopp (1,85 meter, Tammerfors) - 2021: Silver – Höjdhopp (1,84 meter, Jyväskylä) - 2022: Guld – Höjdhopp (1,90 meter, Kuopio) |

## Personliga rekord
| Utomhus - Höjdhopp – 1,90 m (Uleåborg, 26 juni 2022) | Inomhus - Höjdhopp – 1,90 m (Kuopio, 20 februari 2022) |